# Tetraclonia
Tetraclonia is een geslacht van vlinders van de familie bloeddrupjes (Zygaenidae), uit de onderfamilie Procridinae.

## Soorten
- T. brueckneri Hering, 1926
- T. cinniana (Druce, 1884)
- T. dyari Jordan, 1913
- T. dyraspes (Druce, 1891)
- T. flavibasalis Hering, 1938
- T. forreri (Druce, 1884)
- T. latercula (Edwards, 1882)
- T. metallica (Schaus, 1892)
- T. mimetica Hering, 1928
- T. nigrivena Hering, 1928
- T. repena (Druce, 1906)
- T. saucia Jordan, 1913
- T. tristigata Hering, 1926